# Franciszek Herzog

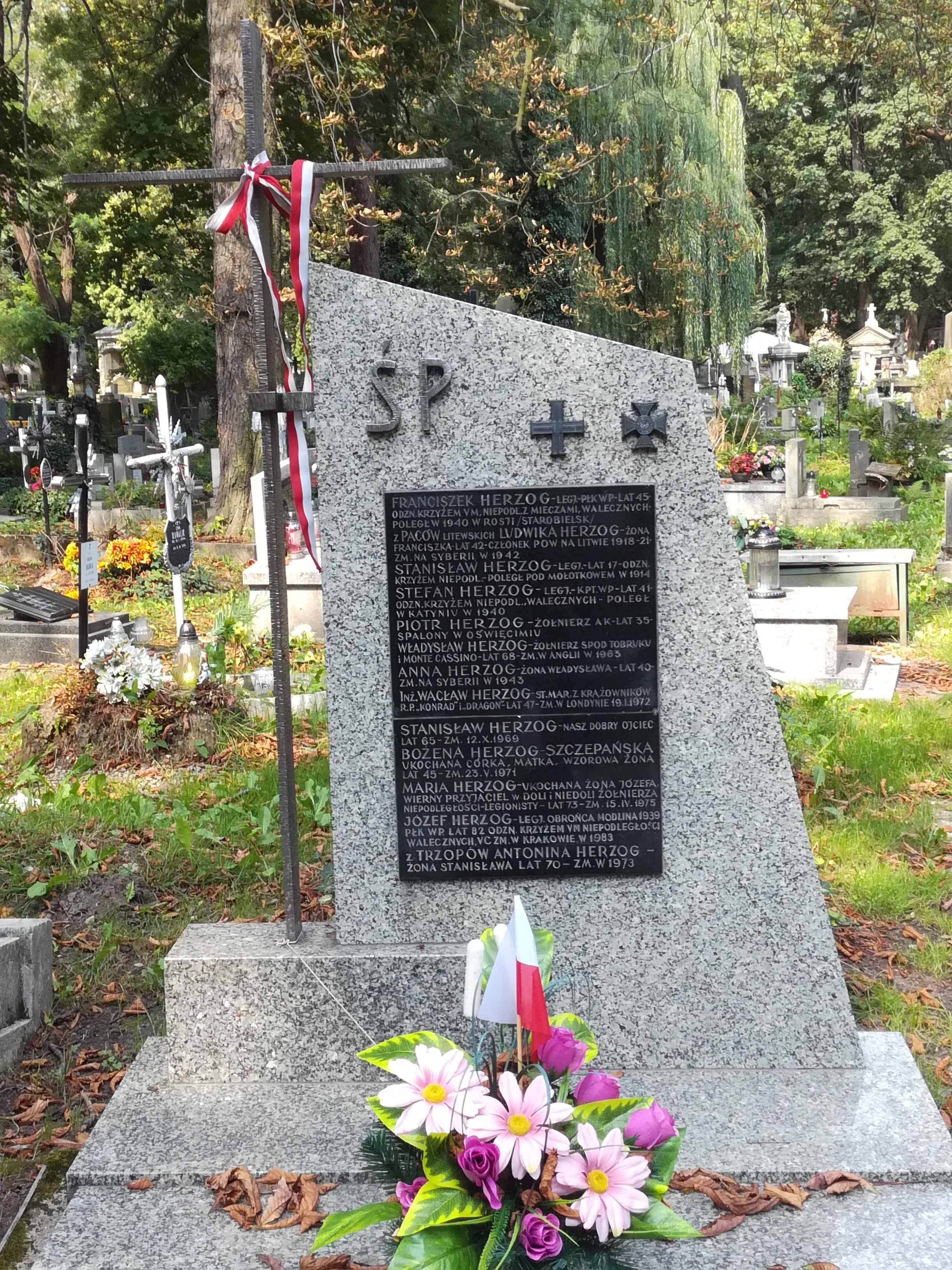
Grób symboliczny na Cmentarzu Rakowickim

Franciszek Karol Herzog (ur. 10 września 1894 w Białej, zm. 1940 w Charkowie) – podpułkownik dyplomowany piechoty Wojska Polskiego, działacz niepodległościowy, kawaler Orderu Virtuti Militari, ofiara zbrodni katyńskiej.

## Życiorys
Był najstarszym z sześciorga dzieci Franciszka i Heleny z Jędrzejowskich. Szkołę powszechną ukończył w Osieku, następnie kontynuował naukę w gimnazjum w Cieszynie, przerwał ją jednak i rozpoczął pracę w zawodzie drukarza, w Cieszynie i Bratysławie. Od 1912 roku działał w drużynie „Sokoła”, później także w Związku Strzeleckim i Polskiej Partii Socjalistycznej.
Po wybuchu I wojny światowej, podobnie jak jego brat Stanisław (ur. 1897, poległ pod Mołotkowem w 1914), wstąpił do Legionów Polskich. Służył w stopniu kaprala w 1 pułku piechoty, pod pseudonimem „Czwartak”. W grudniu 1914 roku został ranny w nogę pod Marcinkowicami. 6 sierpnia 1916 roku został wyróżniony odznaką „Za Wierną Służbę”. Odznaczył się w walkach nad Stochodem, za co został wymieniony w rozkazie pochwalnym pułkownika Śmigłego-Rydza, awansowany do stopnia sierżanta, zaś po wojnie otrzymał Krzyż Srebrny Orderu Virtuti Militari.
Po kryzysie przysięgowym został wcielony do jednostek armii austriackiej walczących na froncie włoskim. Zdezerterował we wrześniu 1918 roku i przedostał się do Krakowa, gdzie wstąpił do tajnych struktur Polskiej Organizacji Wojskowej. Działał głównie na Śląsku Cieszyńskim. Od listopada 1918 roku powrócił do armii regularnej, jako żołnierz 5. a następnie 1 pułku piechoty. Uczestniczył w wyprawie wileńskiej. W listopadzie 1919 roku powrócił na Śląsk Cieszyński, gdzie prowadził dywersję na terenach plebiscytowych, w ramach tajnej organizacji Konfederacja Śląska. Po zajęciu Zaolzia przez Czechy ponownie znalazł się w składzie 1 pułku, biorąc udział w Bitwie Warszawskiej.
W 1921, po odbyciu kursów dokształcających, został awansowany do stopnia porucznika, 26 stycznia 1922 do stopnia kapitana. Podczas pełnienia służby patrolowej na granicy polsko-litewskiej uwolnił z rąk litewskich żołnierzy emisariuszkę POW, Ludwikę Pac-Pomarnacką, z którą ożenił się wiosną 1923. Zamieszkał początkowo w Wilnie, następnie został przeniesiony do 75 pułku piechoty w Królewskiej Hucie. 3 maja 1922 został zweryfikowany w stopniu kapitana ze starszeństwem z dniem 1 czerwca 1919 i 1146. lokatą w korpusie oficerów piechoty. W maju 1927 został wyznaczony na stanowisko oficera Przysposobienia Wojskowego, a w 1928 komendanta obwodu PW. 18 lutego 1928 awansował do stopnia majora ze starszeństwem z dniem 1 stycznia 1928 i 62. lokatą w korpusie oficerów piechoty. W marcu 1932 został przeniesiony do Komendy Głównej Związku Strzeleckiego na stanowisko szefa wydziału wyszkolenia (w lipcu 1936 jako oficer rezerwy Związku Strzeleckiego został zatwierdzony w stopniu „okręgowego”). Wyjeżdżał w roli doradcy do spraw organizacji przysposobienia wojskowego do Łotwy, Estonii i Finlandii. W kwietniu 1934 został przeniesiony do 38 pułku piechoty w Przemyślu na stanowisko dowódcy batalionu. Na stopień podpułkownika został awansowany ze starszeństwem z dniem 19 marca 1938 i 14. lokatą w korpusie oficerów piechoty. W tym samym roku został przeniesiony do 39 pułku piechoty w Jarosławiu na stanowisko dowódcy I batalionu detaszowanego w Lubaczowie.

W kampanii wrześniowej 1939 roku dowodził III batalionem 154 pułku piechoty w składzie Armii „Karpaty”. Brał udział w obronie Lwowa. Po agresji ZSRR na Polskę i kapitulacji Lwowa przed Armią Czerwoną został wbrew warunkom kapitulacji miasta wzięty do niewoli sowieckiej i przewieziony do obozu w Starobielsku. Wiosną 1940 roku został zamordowany przez funkcjonariuszy NKWD w Charkowie i pogrzebany potajemnie w bezimiennej mogile zbiorowej w Piatichatkach, gdzie od 17 czerwca 2000 roku mieści się oficjalnie Cmentarz Ofiar Totalitaryzmu w Charkowie. Figuruje na Liście Starobielskiej NKWD, pod poz. 594.
5 października 2007 roku minister obrony narodowej Aleksander Szczygło mianował go pośmiertnie na stopień pułkownika. Awans został ogłoszony 9 listopada 2007 roku w Warszawie, w trakcie uroczystości „Katyń Pamiętamy – Uczcijmy Pamięć Bohaterów”.
Żona wraz z dziećmi pułkownika Herzoga została wywieziona do Kazachstanu. Żona zmarła w 1942 roku, zaś trzej synowie, Wacław, Tadeusz i Franciszek, opuścili ZSRR z Armią Andersa.
Jego epitafium znajduje się na grobie rodzinnym Herzogów na Cmentarzu Rakowickim, zaś w 2003 roku w kaplicy na Groniu Miłosierdzia w Zagórniku wmurowano tablicę pamiątkową upamiętniającą rodzeństwo Herzogów: Franciszka, Stanisława, Stefana (ur. 1899, zamordowany w Katyniu), Józefa, Helenę i Marię.

## Ordery i odznaczenia
- Krzyż Srebrny Orderu Wojskowego Virtuti Militari nr 7159 – 17 maja 1922[21]
- Krzyż Niepodległości z Mieczami – 16 września 1931 „za pracę w dziele odzyskania niepodległości”[22]
- Krzyż Walecznych czterokrotnie[23]
- Złoty Krzyż Zasługi – 10 listopada 1933 „za zasługi na polu pracy społecznej w Związku Strzeleckim”[24]
- Medal Pamiątkowy za Wojnę 1918–1921[25]
- Medal Dziesięciolecia Odzyskanej Niepodległości[25]
- Odznaka „Za wierną służbę”[26]
- Krzyż Komandorski Orderu Krzyża Białego Związku Obrony (Estonia)[27]
- Krzyż Komandorski Orderu Miecza (Szwecja, 1935)[28]
- Order Białej Róży Finlandii
- Order Trzech Gwiazd (Łotwa)
- Medal 10 Rocznicy Wojny Niepodległościowej (Łotwa)